# Stichaeus ochriamkini
Stichaeus ochriamkini är en fiskart som beskrevs av Taranetz, 1935. Stichaeus ochriamkini ingår i släktet Stichaeus och familjen taggryggade fiskar. Inga underarter finns listade i Catalogue of Life.